# Linia (Polonia)
Linia (Lëniô in casciubo,  Linde in tedesco) è un comune rurale polacco del distretto di Wejherowo, nel voivodato della Pomerania.
Ricopre una superficie di 119,82 km² e nel 2004 contava 5 711 abitanti.
Il casciubo è riconosciuto e tutelato nel comune come lingua della minoranza.